# Kampong Sungai Duhon
Kampong Sungai Duhon ist ein Ort im Distrikt Belait von Brunei. Die Siedlung liegt am Ostufer des Flusses Sungai Belait. Dort befindet sich auch die Werft von Kuala Belait.

## Geographie
Kampong Sungai Duhon liegt südlich der Stadt Kuala Belait im gleichnamigen Mukim.
Die Siedlung wird eingegrenzt von der Jalan Singa Menteri und Kuala Belaitim Norden, dem Sungai Belait im Westen und Süden und dem Zubringer der Jalan Pandan Lima zum Seria Bypass, sowie der Vorstadt von Kampong Mumong im Osten. Das Gebiet von Rasau liegt auf dem gegenüberliegenden Ufer des Sungai Belait im Westen. Die Siedlung geht nahtlos über in das Stadtgebiet von Kuala Belait im Norden.
Das Ufer des Sungai Belait ist geprägt von Werftanlagen und Fabriken.

## Geschichte
Kampong Sungai Duhon entstand in den 1960ern als Siedlung von Landbesetzern. Es siedelten sich Arbeiter an, die in der Stadt Kuala Belait und in dem nahegelegenen Marine Construction Yard der Brunei Shell Petroleum arbeiteten.
Die Umstrukturierung von Kuala Belait in den 1980ern und 1990ern brachte auch der Siedlung einen Bauboom. Das Public Works Department (JKR) Kuala Belait Offices wurde in den frühen 1990 in die Siedlung verlegt. Ein Areal im Osten wurde um dieselbe Zeit zum Bau von sozialen Wohnungsbauten erschlossen und ein Areal im Osten wurde als Kuala Belait Light Industrial Area in den 1990ern umgewidmet. Der Bau des Kuala Belait Port bei Kampong Sungai Tujoh begann um den Jahrtausendwechsel.
Einen weiteren Aufschwung erfuhr Kampong Sungai Duhon Ende des 20. Jahrhunderts, als eine Brücke über den Sungai Belait gebaut wurde, die einen Übergang nach Rasau und weiter nach Miri in Sarawak, Malaysia ermöglichte, ohne eine Fähre nutzen zu müssen. Diese Brücke wurde allerdings erst eröffnet, nachdem eine Familie aus Malaysia während eines Starkregens am Fährterminal ertrunken war.

## Öl und Gas
Brunei Shell Petroleums Marine Construction Yard, der von dem Services Campaign Operations Department betrieben wird liegt in der Nordwest-Ecke der Siedlung zwischen Jalan Singa Menteri und Sungai Belait.
In der Nähe der Werft finden sich auch einige Ölförderanlagen des Rasau-Fields, durch die Öl und Gas von der gegenüberliegenden Seite des Sungai Belait in Rasau gefördert wird.

## Verkehr
Die Straße Jalan Singa Menteri verbindet Kuala Belait mit Seria und ist die einzige asphaltierte zweispurige Straße in der Siedlung. Auch die Straßen zum Industriegebiet sind asphaltiert.
Es gibt Busverbindungen nach Kuala Belait und Seria.
Der Rasau Bypass (die Verlängerung des Seria Bypass) und das Ostende der Rasau Bridge verlaufen durch den südlichen, unbebauten Teil der Siedlung. Die Rasau Bridge über den Sungai Belait ist eine Mautbrücke.
Der Hafen von Kuala Belait ist einer von zwei in Brunei. Der andere Hafen liegt am gegenüberliegenden (östlichen) Ende des Landes in Muara. Ein Teil des Hafens wird von der Brunei Shell betrieben und ist für die Öffentlichkeit nicht zugänglich. Aufgrund der Schlammablagerung in der Flussmündung kann der Hafen nur von flachen Gefährten angelaufen werden. Zwei Molen/Wellenbrecher (breakwaters) wurden errichtet, um der Versandung entgegenzuwirken, trotzdem muss regelmäßig ausgebaggert werden.

## Bildung
Es gibt nur eine Schule in der Siedlung, die Sekolah Agama Sultan Omar Ali Saifuddin (Paduka Seri Begawan Sultan Omar Ali Saifuddien Religious School) an der Jalan Singa Menteri zwischen der Werft und dem Public Works Department (JKR) main Kuala Belait office.